# Polizeiruf 110: Kiwi und Ratte
Kiwi und Ratte ist ein deutscher Kriminalfilm von Manfred Stelzer aus dem Jahr 1994. Der Fernsehfilm erschien als 161. Folge der Filmreihe Polizeiruf 110.

## Handlung
Auf den Bahngleisen von Schwerin wird eine von Zug überfahrene männliche Leiche entdeckt. Kriminalhauptkommissar Hinrichs und Kriminaloberkommissar Groth finden in den Taschen des Mannes Schmuck und glauben, es mit einem Einbrecher zu tun zu haben. Hinrichs tippt auf Beschaffungskriminalität und Selbstmord. Seine These scheint sich zu bestätigen, war der Tote doch auf Drogen. Recherchen ergeben, dass es in der Gegend seit kurzer Zeit eine Reihe an Einbrüchen gegeben hat. Die Spur führt in das kleine Hotel Linde, wo der Wirt das Phantombild als einen seiner Gäste identifizieren kann. Karsten Winter, genannt „Kiwi“, gehörte zu einer Drückerkolonne, die derzeit in der Linde Halt gemacht hat, um Waren an die Bürger der Stadt zu verkaufen. Hinrichs und Groth suchen die Bande, die vom dominanten Kühnert geleitet wird, auf. Die Mitglieder Rainer, genannt „Ratte“, Schmitti, der Dicke und die junge Alex stammen aus Problemfamilien, haben keinen Schulabschluss und hoffen, als Drücker für Kühnert irgendwann genug Geld verdient zu haben, dass sie eine eigene Versandfirma gründen können.
Hinrichs und Groth suchen Kiwis Familie auf, zu der seit sechs Jahren auch Stiefvater Schröder gehört. Groth erfährt später von Nachbarn, dass Kiwi seinem Stiefvater Geld gestohlen hat und auch später Geld bei seiner Mutter holte. Erst vor drei Wochen sicherte Schröder die Wohnungstür einbruchssicher ab. Hinrichs findet heraus, dass Schröder wegen Körperverletzung vorbestraft ist und auch der am Tattag angegebene Autokauf Schröders nicht nachweisbar ist. Für ihn ist Schröder der Mörder seines Stiefsohns, sodass Hinrichs den Fall an den Staatsanwalt übergibt. Groth macht ihm klar, dass er vorschnell gehandelt hat, was zu Spannungen zwischen beiden Ermittlern führt. Schröder erweist sich als unschuldig und Hinrichs wird der Fall wegen Kompetenzüberschreitung entzogen. Groth ermittelt heimlich allein weiter.
Er bespricht sich mit der Laborchefin der Kriminalpolizei, Eva Storm, ob Kiwi auch gefesselt gewesen sein könnte. Beim Toten fand sich eine Gürtelschnalle, wie sie die von den Drückern verkauften Gürtel haben, doch waren Kiwis Gürtel in seinem Verkaufskoffer enthalten. Eine Untersuchung von Kiwis Haaren lässt den Schluss zu, dass Kiwi noch nicht lange Drogen nahm. Groth mutmaßt, dass Kiwi der Bande lästig wurde und daher sterben musste. Er beginnt, Kiwis besten Freund Ratte zu observieren. Auch eine Eifersuchtsszene – Kiwi liebte Alex, die auch Ratte mag – hält Groth für möglich. Groths Anwesenheit stört vor allem Kühnert, der zunächst Ratte droht, den Mund zu halten, und ihn schließlich aktiv aus der Gruppe ausschließt.
Eine genauere Untersuchung der Schienen bringt Lederfasern an der Schienenunterseite zutage. Kiwi muss also an die Schienen gefesselt worden sein. Groth weiht Hinrichs in seine Ergebnisse ein und beide suchen die Gruppe auf. Ratte hat unterdessen seine Sachen gepackt und ist gegangen, hat er den Ausschluss aus der Gruppe doch nicht mehr ausgehalten. Während Groth Ratte sucht, befragt Hinrichs die Drücker. Erst Alex berichtet vom Tattag: Kiwi und Ratte hatten eine Mutprobe veranstaltet und sich auf die Schienen gelegt. Kühnert wollte sichergehen, dass Kiwi „richtig“ mitmacht und fesselte ihn an die Schienen. Den herannahenden Zug überhörten sie. Während Ratte sich gerade noch in Sicherheit bringen konnte, wurde Kiwi überrollt. Alex gibt Groth den Tipp, dass Ratte in einem Speicher unweit des Bahndamms zu finden sein könnte. Groth schafft es schließlich in letzter Sekunde, Ratte vom Sprung vom Speicherdach abzuhalten.

## Produktion

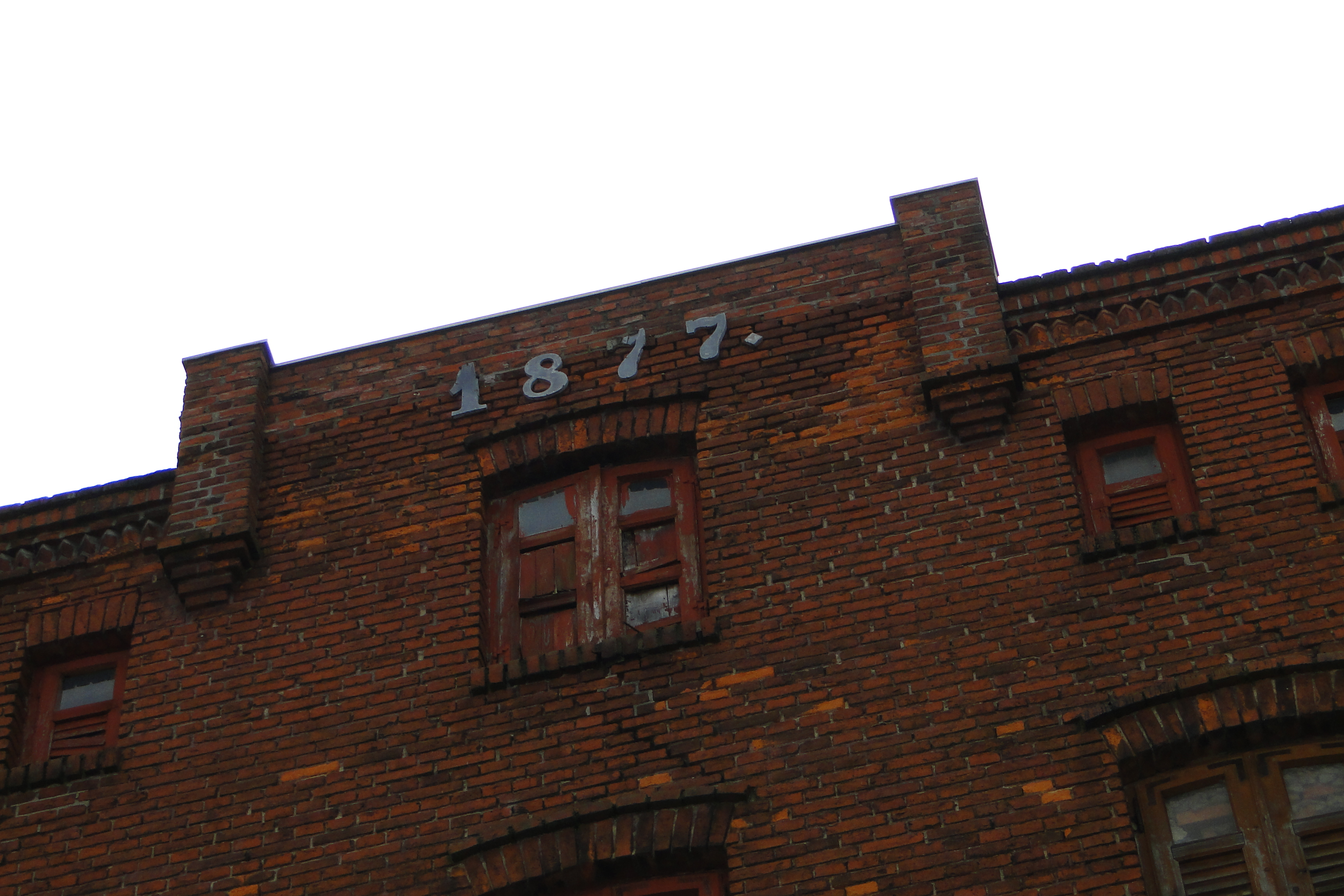
Speicher in Schwerin mit der von Groth im Film genannten Jahreszahl 1877

Kiwi und Ratte wurde von August bis September 1993 in Schwerin und Umgebung gedreht. Als Drehort diente unter anderem der Speicher im Schweriner Stadtteil Paulsstadt. Die Kostüme des Films schuf Heidi Plätz, die Filmbauten stammen von Detlef Brinkmann. Der Film erlebte am 7. August 1994 in der ARD seine Fernsehpremiere. Die Zuschauerbeteiligung lag bei 16,7 Prozent.
Es war die 161. Folge der Filmreihe Polizeiruf 110. Die Kommissare Hinrichs und Groth ermittelten in ihrem 2. Fall.

## Kritik
„Jürgen Vogel glänzt als Drücker-Fiesling“, schrieb die TV Spielfilm. „In Handlungsdetail ist das Klischee […] nicht immer zu vermeiden wie bei der Darstellung einer Drückerkolonne in ‚Kiwi und Ratte‘“, fasste Peter Hoff rückblickend zusammen.